# Sarah Gronert
Sarah Gronert (Linnich, 6 de julho de 1986) é uma tenista alemã.
Sarah Gronert nasceu intersexo, com órgãos genitais masculinos e femininos, mas é legalmente do sexo feminino desde a gonadectomia, cirurgia para extrair o pênis.